# Каннський кінофестиваль 1959
12-й Каннський міжнародний кінофестиваль відбувся з 30 квітня по 15 травня у Каннах, Франція. У конкурсі було представлено 26 повнометражних фільмів та 22 короткометражки. У позаконкурсній програмі взяли участь дві стрічки. Фестиваль відкрито показом французького фільму Чотириста ударів режисера Франсуа Трюффо. Фільмом закриття фестивалю було обрано Щоденник Анни Франк американського режисера Джорджа Стевенса.

## Журі
- Марсель Ашар — Голова журі,  Франція
- Антоні Богдзевіч,  Польща
- Міхаліс Какоянніс,  Греція
- Карлос Куенка,  Іспанія
- П'єр Даніно,  Франція
- Жульєн Дювів'є,  Франція
- Макс Фавалеллі,  Франція
- Джин Келлі,  США
- Карло Понті,  Італія
- Мішлін Прель,  Франція
- Сергій Васильєв,  СРСР

Програми короткометражних фільмів
- Філіп Агостіні,  Франція
- Антонін Брусіл,  Чехословаччина
- Паула Таласківі,  Фінляндія
- Жан Віві,  Франція
- Віра Волман,  Франція

## Фільми-учасники конкурсної програми
Повнометражні фільми
| Фільм                         | Назва мовою оригіналу             | Режисер           | Країна                  |
| ----------------------------- | --------------------------------- | ----------------- | ----------------------- |
| Анна Едеш                     | Édes Anna                         | Золтан Фабрі      | Угорщина                |
| Арайя                         | Araya                             | Марго Бенасерраф  | Венесуела Франція       |
| Бажання                       | Touha                             | Войтех Ясни       | Чехословаччина          |
| Батьківський дім              | Отчий дом                         | Лев Куліджанов    | СРСР                    |
| Біла чапля                    | 白鷺 / Shirasagi                  | Тейноске Кінугаса | Японія                  |
| Військово-польовий суд        | Kriegsgericht                     | Курт Майзель      | ФРН                     |
| Герої                         | Helden                            | Ганс Петер Вірт   | ФРН                     |
| Зірки                         | Sterne                            | Конрад Вольф      | НДР Болівія             |
| Кімната нагорі                | Room at the Top                   | Джек Клейтон      | Велика Британія         |
| Коханці з Терюеля             | Luna de Miel                      | Майкл Павелл      | Велика Британія Іспанія |
| Криваві сутінки               | Matomeno iliovasilemma            | Андреас Лабрінос  | Греція                  |
| Кукарача                      | La Cucaracha                      | Ісмаєль Родрігес  | Мексика                 |
| Лажванті                      | Lajwanti                          | Нарендра Сурі     | Індія                   |
| Назарін                       | Nazarín                           | Луїс Бунюель      | Мексика                 |
| Наполовину ніжна              | Die Halbzarte                     | Рольф Тіле        | Австрія                 |
| Насильство                    | Compulsion                        | Річард Флейшер    | США                     |
| Полювання                     | Jakten                            | Ерік Льокен       | Норвегія                |
| Португальська рапсодія        | Rapsódia Portuguesa               | Жоао Мендес       | Португалія              |
| Потяг поза розкладом          | Vlak bez voznog reda              | Велько Булаїч     | СФРЮ                    |
| Полікарпо, офіційний документ | Policarpo, ufficiale di scrittura | Маріо Сольдаті    | Італія                  |
| Сафра                         | Zafra                             | Лукас Демаре      | Аргентина               |
| Середина ночі                 | Middle of the Night               | Делберт Манн      | США                     |
| Сон в літньої ночі            | Sen noci svatojanske              | Іржи Трнка        | Чехословаччина          |
| Фанфари                       | Fanfare                           | Бен Хаанстра      | Нідерланди              |
| Фрекен Епріл                  | Fröken April                      | Горан Гентеле     | Швеція                  |
| Хіросіма, моя любов           | Hiroshima Mon Amour               | Ален Рене         | Франція                 |
| Чорний Орфей                  | Orfeu Negro                       | Марсель Камю      | Франція                 |
| Чотириста ударів              | Les Quatre Cents Coups            | Франсуа Трюффо    | Франція                 |
| Щоденник Анни Франк           | The Diary of Anne Frank           | Джордж Стівенс    | США                     |

## Нагороди
- Золота пальмова гілка: Чорний Орфей, режисер Марсель Камю
- Приз журі: Зірки, режисер Конрад Вольф
- Міжнародний приз: Назарін, режисер Луїс Бунюель
- Приз за найкращу чоловічу роль: Орсон Веллс, Дін Стоквелл і Бредфорд Діллман у фільмі Насильство
- Приз за найкращу жіночу роль: Симона Синьйоре у фільмі Кімната нагорі
- Приз за найкращу режисуру: Франсуа Трюффо за фільм Чотириста ударів
- Особлива згадка: Біла чапля, режисер Тейноске Кінугаса
- Технічний гран-прі: Коханці з Терюеля
- Найкращий короткометражний фільм:
  - День в Нью-Йорку, режисер Френсіс Томпсон
  - Зміна караулу, режисер Галіна Бієлінська та Влодзимеж Гаупе
- Найкраща комедія: Полікарпо, офіційний документ
- Приз Міжнародної Католицької організації в царині кіно (OCIC) : Чотириста ударів, режисер Франсуа Трюффо